# Mason (thị trấn), Wisconsin
Mason là một thị trấn thuộc quận Bayfield, tiểu bang Wisconsin, Hoa Kỳ. Năm 2010, dân số của thị trấn này là 297 người.